# Bleckenburgstraße 12

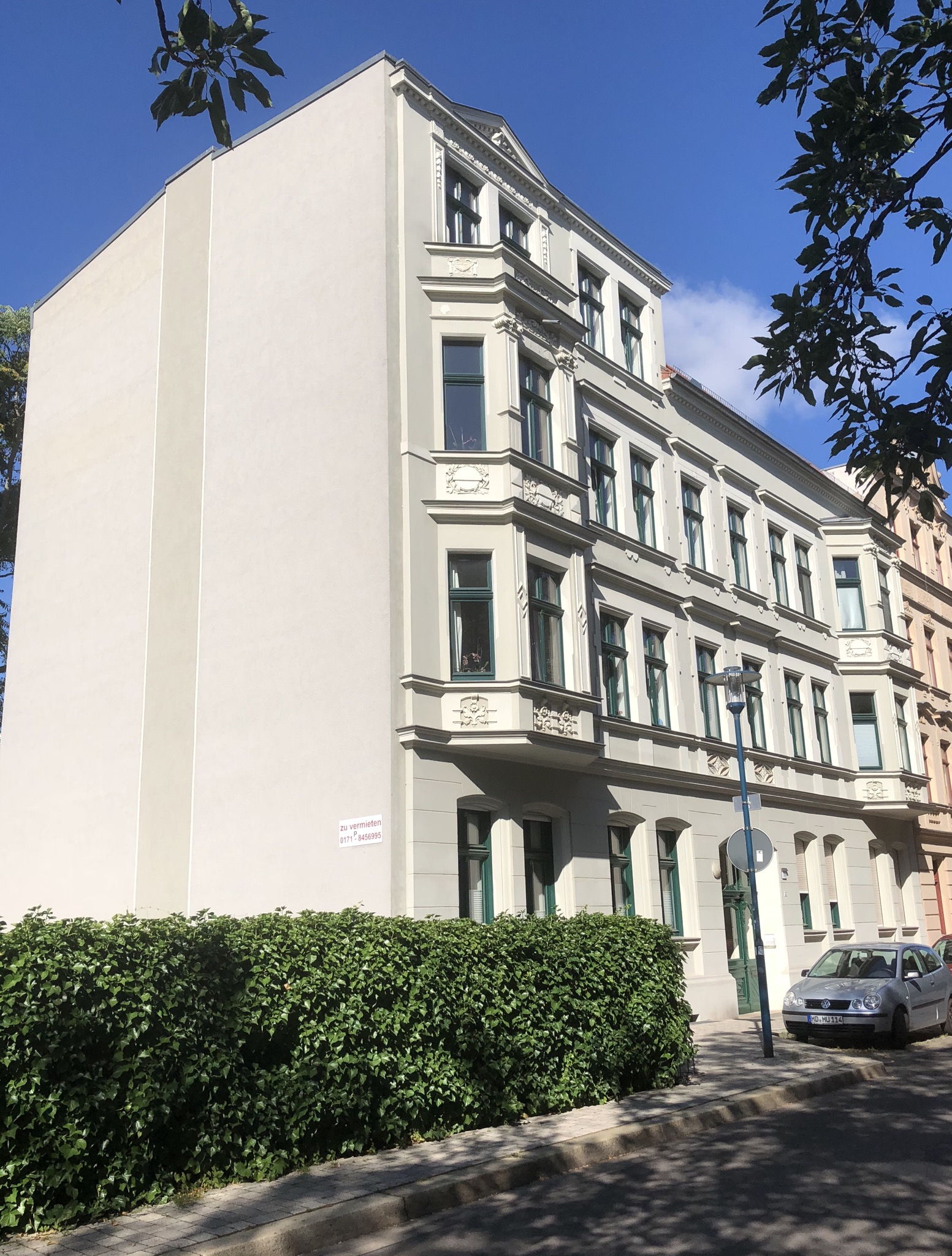
Bleckenburgstraße 12 in Magdeburg

Das Gebäude Bleckenburgstraße 12 ist ein denkmalgeschütztes Wohnhaus in Magdeburg in Sachsen-Anhalt.

## Lage
Es steht traufständig auf der Südwestseite der Bleckenburgstraße im Magdeburger Stadtteil Buckau. Nordwestlich grenzt das gleichfalls denkmalgeschützte Haus Bleckenburgstraße 10 an. In der Vergangenheit befand sich das etwa 2005 abgerissene Baudenkmal Bleckenburgstraße 14 südöstlich angrenzend.

## Architektur und Geschichte
Das drei- bis viergeschossige verputzte Gebäude wurde Anfang des 20. Jahrhunderts erbaut. Die achtachsige, eher schlicht gestaltete Fassade ist in den jeweils äußersten beiden Achsen mit einem polygonalen Erker vor dem ersten und zweiten Obergeschoss versehen. Am Dach der linken, viergeschossigen Seite befindet sich ein kleiner Dreiecksgiebel. Als Fassadenverzierungen sind Ornamente als Bänder und in floraler Form eingesetzt. Die Traufe ist mit einem Zahnschnittfries versehen.
Im örtlichen Denkmalverzeichnis ist das Wohnhaus unter der Erfassungsnummer 094 82594 als Baudenkmal verzeichnet.
Das Wohnhaus gilt als Teil der gründerzeitlichen Straßenzeile als städtebaulich bedeutsam und ein Beispiel des Wohnhausbaus mittleren Anspruchs der Bauzeit.